# Bajuni (folk)
Bajuni, även känd under namnen Bajun och Shirazi, är ett bantufolk i Kenya. De lever företrädesvis i Lamu county. Deras modersmål är en undergrupp till Swahili, Kitikuu. Vid folkräkningen 2019 uppgick antalet personer som tillhörde folkgruppen till 91 422.
Enligt muntlig tradition härstammar Bajuni från området kring Mecka och Madina i nuvarande Saudiarabien. De sägs vara ättlingar till Jawn bin Hareth genom dennes äldste son Jawn. De sägs ha varit duktiga seglare vilket förde dem över havet till  Kismayo i nuvarande Somalia. Under utvandringen ska medlemmar ha gift sig med människor från olika stammar, vilket ska vara förklaringen till deras skiftande utseende. Shifta-milisen invaderade deras hemland på 1970-talet och de tog sig då söderut mot gränsen till Kenya och Kenyas dåvarande president, Mzee Jomo Kenyatta, lät dem bosätta sig i ett område mellan Ras Kamboni och Lamu. Över tid har medlemmar gift in sig i andra folkgrupper, vilket är en av orsakerna till att folkgruppen minskat.